# آوریل افسون‌شده (فیلم ۱۹۳۵)
«آوریل افسون‌شده» (انگلیسی: Enchanted April) یک فیلم به کارگردانی هری بومونت است که در سال ۱۹۳۵ منتشر شد.
از بازیگران آن می‌توان به آن هاردینگ و فرانک مورگان اشاره کرد.